# SAP Arena
SAP Arena este o arenă acoperită din Mannheim, Germania. Este cea mai mare arenă multifuncțională din Baden-Württemberg, având o capacitate de 15.000 de locuri.
Este folosită în principal de Adler Mannheim (hochei pe gheață), Rhein-Neckar Löwen (handbal) și ca sală de concerte. Arena a fost inaugurată pe 2 septembrie 2005 cu un concert de Ronan Keating. A fost numită după SAP AG, compania de soft ce își are sediul în zona Rhein-Neckar.
SAP Arena a găzduit meciul de box pentru titlul mondial dintre Vladimir Kliciko și Chris Byrd (2006), meciuri din Campionatul Mondial de Handbal Masculin din 2007 și meciuri din Campionatul Mondial de Hochei pe Gheață Masculin din 2010. În 2021, în SAP Arena s-a desfășurat Final 4 al Ligii Europene EHF Masculin. Din 2016 găzduiește finalele Cupei Germaniei de volei masculin și feminin. În 2024 a fost una din arenele gazdă la Campionatul European de Handbal Masculin.
Mulți artiști au susținut concerte în SAP Arena, printre care Bruce Springsteen, Peter Gabriel, Pink, Joe Cocker, Anna Netrebko, Helene Fischer, Kylie Minogue, Madonna, Metallica, Depeche Mode, Alice Cooper, Sting și Udo Lindenberg.

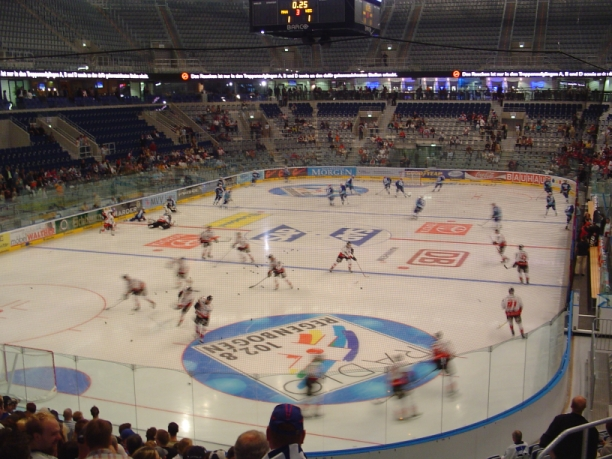
Meci de hochei
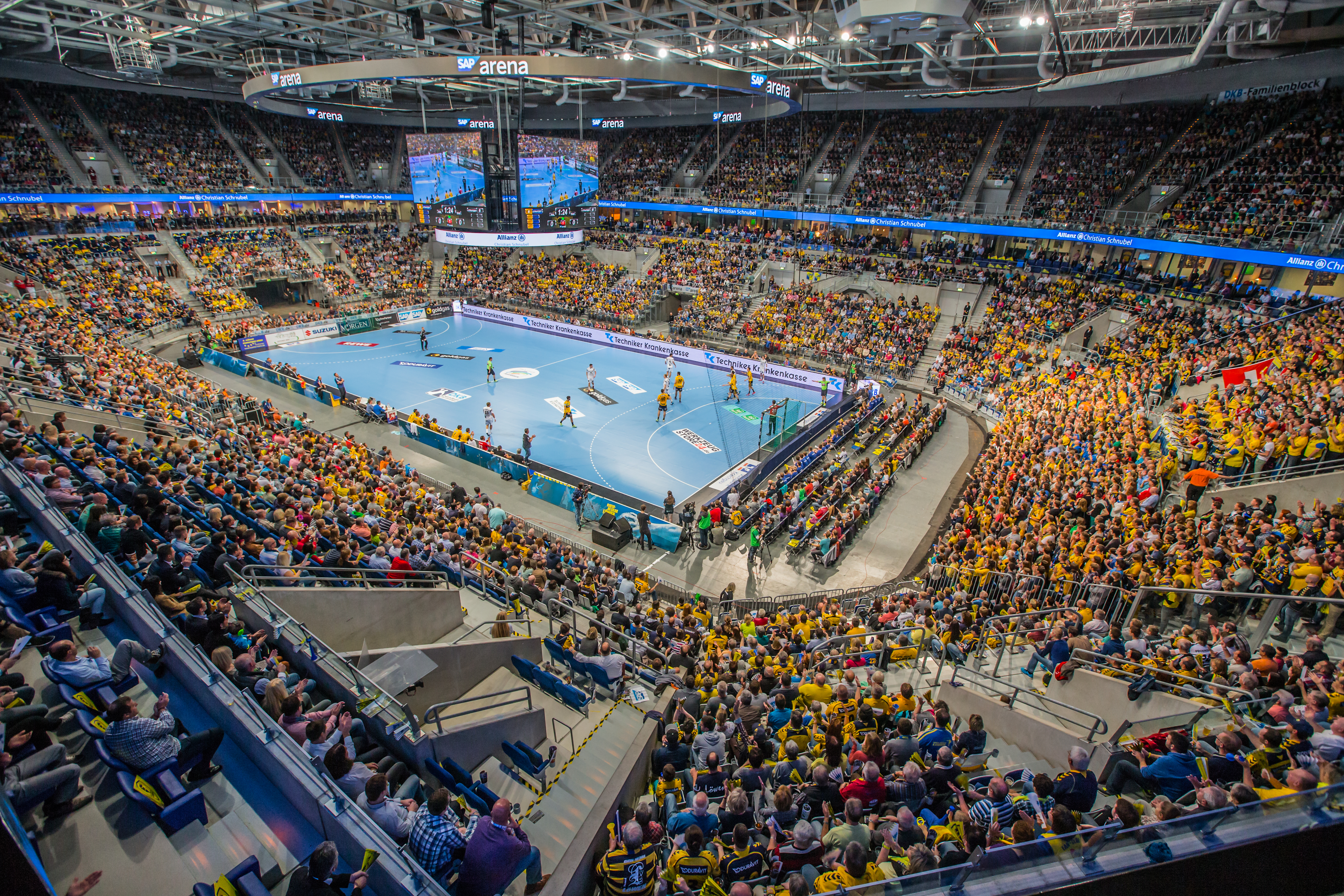
Meci de handbal
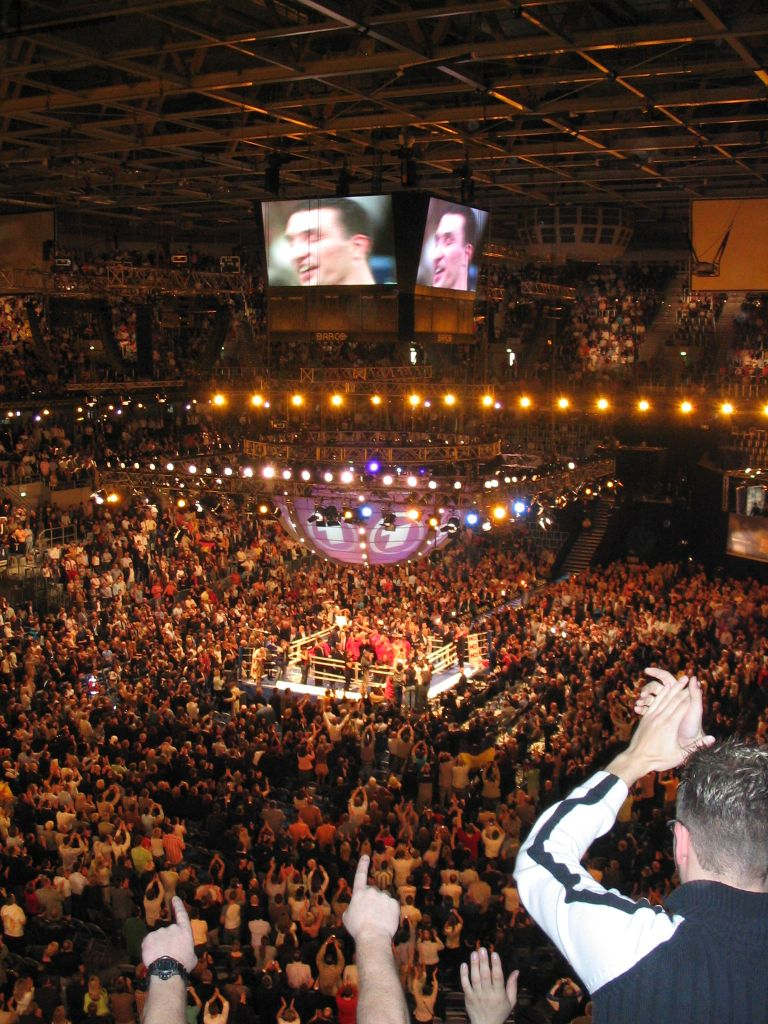
Vladimir Kliciko
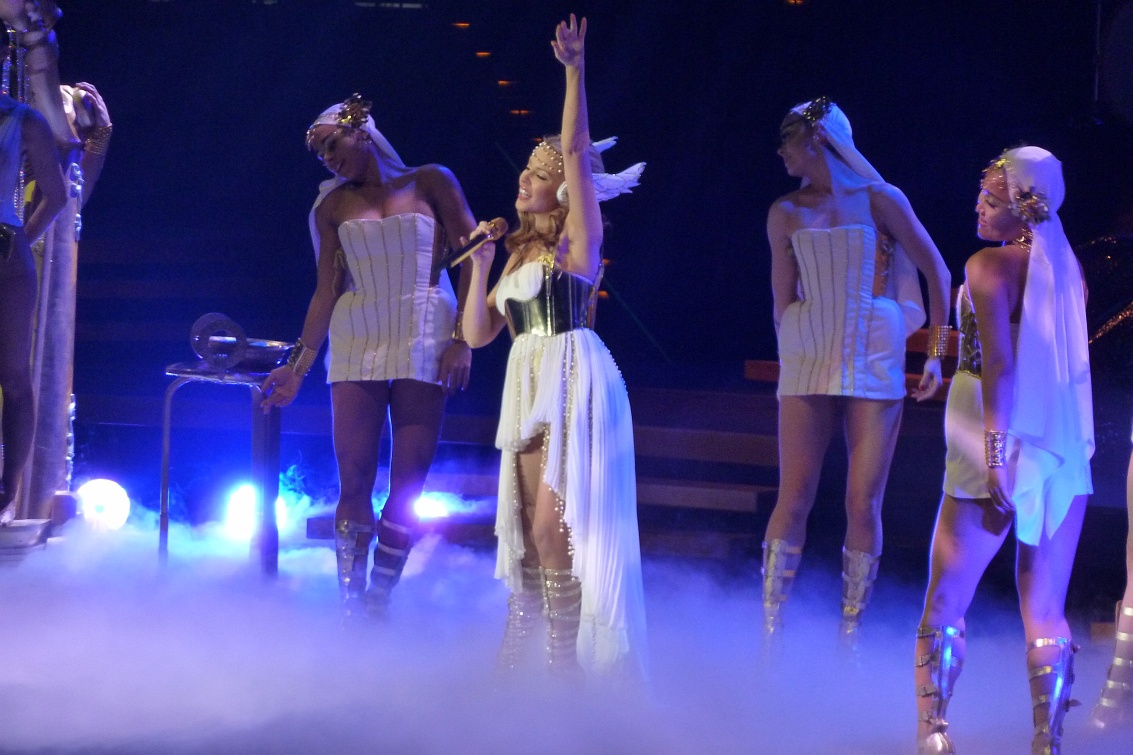
Kylie Minogue